# Noordbarge
Noordbarge is een woonwijk in de plaats Emmen, in de Nederlandse provincie Drenthe. Het is van oorsprong een zelfstandig dorp.

## Ligging en bezienswaardigheden
De wijk ligt vlak bij het centrum van Emmen, even ten noorden van de wijk Bargeres. Het grenst aan de westkant aan het Noordbargerbos en aan de oostkant aan de Hondsrugweg. Na de Tweede Wereldoorlog werd ten oosten van deze weg een nieuwe woonbuurt gebouwd die officieel gezien een onderdeel van Noordbarge is; Bargermeer (niet te verwarren met het gelijknamige bedrijventerrein Bargermeer). Aan de Ermerweg en naast het Oranjekanaal staat de voormalige Coöperatieve zuivelfabriek en korenmalerij Noordbarge, tegenwoordig bevinden zich in deze fabriek het kunstmuseum van het Centrum Beeldende Kunst (CBK) en diverse kantoren. Net buiten de wijk, aan de rand van het bos, staat de Steen van Noordbarge, een van de grootste megalieten van Nederland.

## Geschiedenis
Het is een van de oudste dorpen van Nederland. Volgens een sage komt uit Noordbarge het meisje waarnaar het dorp Schoonebeek is vernoemd.

### Noordbarge in de Tweede Wereldoorlog

#### Bestuur
De gemeente Emmen heeft nu 109.510 inwoners, in 1930 telde de gemeente ongeveer 40.000 inwoners. Noordbarge had in 1930 1121 inwoners. Voor de Tweede Wereldoorlog was de heer Jan Liebe Bouma burgemeester van de gemeente Emmen. Hij was lid van de ARP, de antirevolutionaire partij. Hij was burgemeester van de gemeente Emmen van 1927 tot 1943. Aan het begin van de bezetting van Nederland kreeg de gemeente Emmen een ‘Ortskommandantur’ een plaatselijke commissaris, hij was leidinggevende in Emmen. Hij liet veel zaken in Nederlandse handen, burgemeester Bouma had namelijk in het begin van de oorlog de kant van de Duitse bezetter gekozen. In 1943 werd hij opgevolgd door dhr. J. Best, lid van de NSB, hij was burgemeester tot 1945. Het dagelijkse bestuur tijdens de Tweede Wereldoorlog bestond uit vijf mensen: burgemeester Bouma en de wethouders Veenstra, Ten Napel, Reuvers en Zegering Hadders. Meteen na de oorlog werd Roelof Zegering Hadders waarnemend burgemeester van de gemeente Emmen. Dit was hij tot juli 1946. Over het algemeen leek het bestuur op wat wij nu hebben, een burgemeester en een gekozen gemeenteraad. Tijdens de bezetting kreeg de gemeente Emmen een Duitse commissaris, maar deze liet het bestuur grotendeels in Nederlandse handen. Qua bestuur veranderde er niet heel veel.

#### Verzet
Voor een groot deel van de bewoners van Noordbarge gold het oude gezegde: blijf zitten waar je zit en verroer je niet, waarmee bedoeld wordt dat de bewoners zich aanpasten aan de veranderingen. Toch hebben een aantal inwoners van Noordbarge zich verzet tegen de Duitse machthebbers. Dit deden ze onder andere door de verspreiding van illegale krantjes als ‘Je Maintiendrai,’ ‘Trouw,’ ‘Vrij Nederland’ en ‘Luctor et Emergo’, deze laatste was het regionale illegale blad, hiervan was ook een aparte Drentse versie, gemaakt door Dirk van Ekelenburg, B.C. van Wieren en H. van Wieren. De Drentse versie werd in Nieuw-Amsterdam gemaakt en vervolgens over zuidoost Drenthe verspreid. Wat vaak voorkwam was hulp aan ontsnapte krijgsgevangenen. Net over de grens was het Eemsland waar een aantal krijgsgevangenkampen waren. Ontsnapte gevangenen kwamen meestal richting Emmen, daar kregen ze normale kleren en werd een tocht naar eigen land geregeld. Verschillende mensen verleenden onderdak aan onderduikers, dit kwam echter niet veel voor, omdat het erg gevaarlijk was. Als men opgepakt zou worden, was vrijwel zeker dat dit niet goed zou aflopen.

#### Hongerwinter
Vanaf 1941 ontstond er in Nederland een groot tekort aan voedsel. In Noordbarge had men er in eerste instantie niet zoveel last van, want op de boerderijen was nog wel wat voedsel te krijgen. Als er gedorst werd, bleef er soms nog wel een paar mud over. Dit gebeurde alleen als de weger geen NSB’er was. Boter moest met bonnen gekocht worden. Het was verboden om dit zelf te karnen, maar daar hield niet iedereen zich aan. In de zomer was er weleens een bus melk zuur. Omdat dat niet meer geschikt was voor menselijk gebruik, werd dit voor de varkens gebruikt. Zo’n bus zure melk werd daarom regelmatig achtergehouden door de inwoners van Noordbarge, om van deze melk boter te karnen. Zo hadden de inwoners toch boter. En als de karnemelk die overbleef goed was, kon daar pap van gekookt worden. In 1944 liep de voedselschaarste in Nederland erg hoog op. Veel mensen trokken vanuit de steden naar Drenthe, ook naar Noordbarge. Ze kwamen daar voedsel halen. In Noordbarge was een familie, die elke 14 dagen roggebrood naar kennissen in Amsterdam stuurde. Naar een jongen uit Rotterdam, die bekend was bij de familie, werden bonnen gestuurd.

#### Bevrijding Noordbarge
Op 10 april 1945 werd er ’s morgens in Noordbarge geschoten: de geallieerden waren in Noordbarge aangekomen. ’s Middags werd er weer geschoten. Naast het schieten, vlogen er ook vliegtuigen boven Noordbarge. Inwoners vluchtten in schuilgaten in de grond. De geallieerden schoten vanaf het kanaal tussen Westenesch en Noordbarge. De laatste Duitse soldaten gingen richting Emmen. Heel veel boerderijen stonden in brand. De Poolse soldaten hebben alle soldaten uit Noordbarge gehaald. Er zijn twee Duitse soldaten gesneuveld bij de bevrijding van Noordbarge. Toen Noordbarge bevrijd was, kwamen velen uit Emmen naar Noordbarge. Toen het donker begon te worden, hebben de Polen de straten leeg gemaakt. Ze hadden iedereen de boerenerven opgedreven. Niemand mocht meer naar buiten. De Poolse soldaten schoten op iedereen die om die tijd nog buiten liep. 13 Polen zijn na de bevrijding nog ongeveer 2 à 3 weken in Noordbarge gebleven.

#### Schade
De schade van de bezetting van Noordbarge was groot. Er zijn boerderijen, schuren en huizen afgebrand. In totaal 17 gebouwen. Er zijn 2 Duitse soldaten en 56 stuks vee gesneuveld en een aantal inwoners zijn gewond geraakt. Ook de trambrug over het oranjekanaal heeft het niet overleefd.